# Helle Thorning-Schmidt
Helle Thorning-Schmidt (Rødovre, 1966. december 14.) dán politikus, a Szociáldemokraták elnöke, 2011 és 2015 között Dánia miniszterelnöke. Ő az ország történetében az első nő, aki betölti ezt a posztot.

## Pályafutása
1999-ben az Európai Parlament tagja lett, ahol elsősorban munkaügyi kérdésekkel foglalkozott. 2005-ben választották a Folketing tagjává. Miután az általa vezetett baloldali blokk megnyerte a 2011. szeptember 15-i választásokat, kormányalakítási megbízást kapott II. Margit dán királynőtől.
2021 végén a Politico Europe Európa legbefolyásosabb embereinek éves rangsorában az „álmodozók” kategória 7. helyére tette. A Facebook felügyeleti testületének társelnökeként a középpontjába került annak a vitának, hogy a technológiai magáncégek meddig mehetnek el a tartalom cenzúrázásában, különösen politikai téren. Bár magát a testületet is érték kritikák, jelentősége tagadhatatlan. Emellett a lap szerint saját jövőjét illetően is tágas a lehetőségek tárháza, számos magas uniós pozíció favoritja lehet.

## Családja
1996-ban ment feleségül Stephen Kinnockhoz, a korábbi brit munkáspárti vezető, Neil Kinnock fiához. Két lányuk van, Johanna és Camilla. Lányaival Koppenhágában él, míg férje Davosban dolgozik a Világgazdasági Fórumnál. Férje a 2015-ös brit parlamenti választásokon a munkáspárt színeiben mandátumot szerzett.

## Fordítás
- Ez a szócikk részben vagy egészben a Helle Thorning-Schmidt című angol Wikipédia-szócikk ezen változatának fordításán alapul.  Az eredeti cikk szerkesztőit annak laptörténete sorolja fel. Ez a jelzés csupán a megfogalmazás eredetét és a szerzői jogokat jelzi, nem szolgál a cikkben szereplő információk forrásmegjelöléseként.